# Bau (isola)
Bau (pronuncia: [ˈmba.u]) è un'isola delle Figi, situata a est di Viti Levu.
Dal punto di vista amministrativo l'isola fa parte della provincia di Tailevu. I suoi villaggi sono Bau, Lasakau e Soso.